# Filipinas nos Jogos Olímpicos de Verão de 1984
As Filipinas competiu nos Jogos Olímpicos de Verão de 1984, realizados em Los Angeles, Estados Unidos.